# KAMC
KAMC est une station de télévision américaine affilié au réseau ABC détenue par le groupe Mission Broadcasting, gérée par Nexstar Media Group (en) et située à Lubbock au Texas sur le canal 27.

## Télévision numérique
| Canal virtuel | Image | Ratio | Programmation                          |
| ------------- | ----- | ----- | -------------------------------------- |
| 28.1          | 720p  | 16:9  | Programmation principale KAMC / ABC HD |
| 28.2          | 480i  | 4:3   | Court TV Mystery (en)                  |
| 28.3          | 480i  | 4:3   | Bounce TV                              |
| 28.4          | 480i  | 4:3   | Christian Broadcasting Network         |